# Aspergil·loma
L'aspergil·loma, en medicina, fa referència a la formació d'una massa a les cavitats del parènquima pulmonar. Aquest procés està relacionat amb una infecció micòtica. Aquesta infecció també es coneix amb els noms de micetoma i bola fúngica.

## Etiologia
Aquesta formació es produeix a causa de la colonització d'un fong anomenat Aspergillus. L'espècia més comuna que causa aquesta infecció és l'Aspergillus fumigatus. Aquest fong té la capacitat d'envair teixit sa i formar l'abscés o tumor.
Aquest quadre clínic es pot desencadenar a causa de diferents patologies. Algunes d'elles, amb més o menys prevalença són: càncer de pulmó, abscés pulmonar, tuberculosi, fibrosi quística, coccidioidomicosi, sarcoïdosi, histoplasmosi.

## Simptomatologia
Aquest quadre clínic es presenta amb tota una sèrie de signes i símptomes concrets. Alguns d'ells són: astènia, cansament, tos, dolor toràcic, febre, anorèxia, pèrdua de pes, entre d'altres. L'hemoptisi es dona entre un 55% i un 85% dels pacients.
Tot i així, hi ha casos que es presenten de forma asimptomàtica.

## Tipus
Hi ha 4 tipus d'aspergil·loma: aspergilosis broncopulmonar al·lèrgica, aspergiloma i aspergilosis semiinvasiva o invasiva. Aquests tipus depenen de l'estat immunitari de la persona i de la presència de malaltia pulmonar prèvia o no.

## Diagnòstic

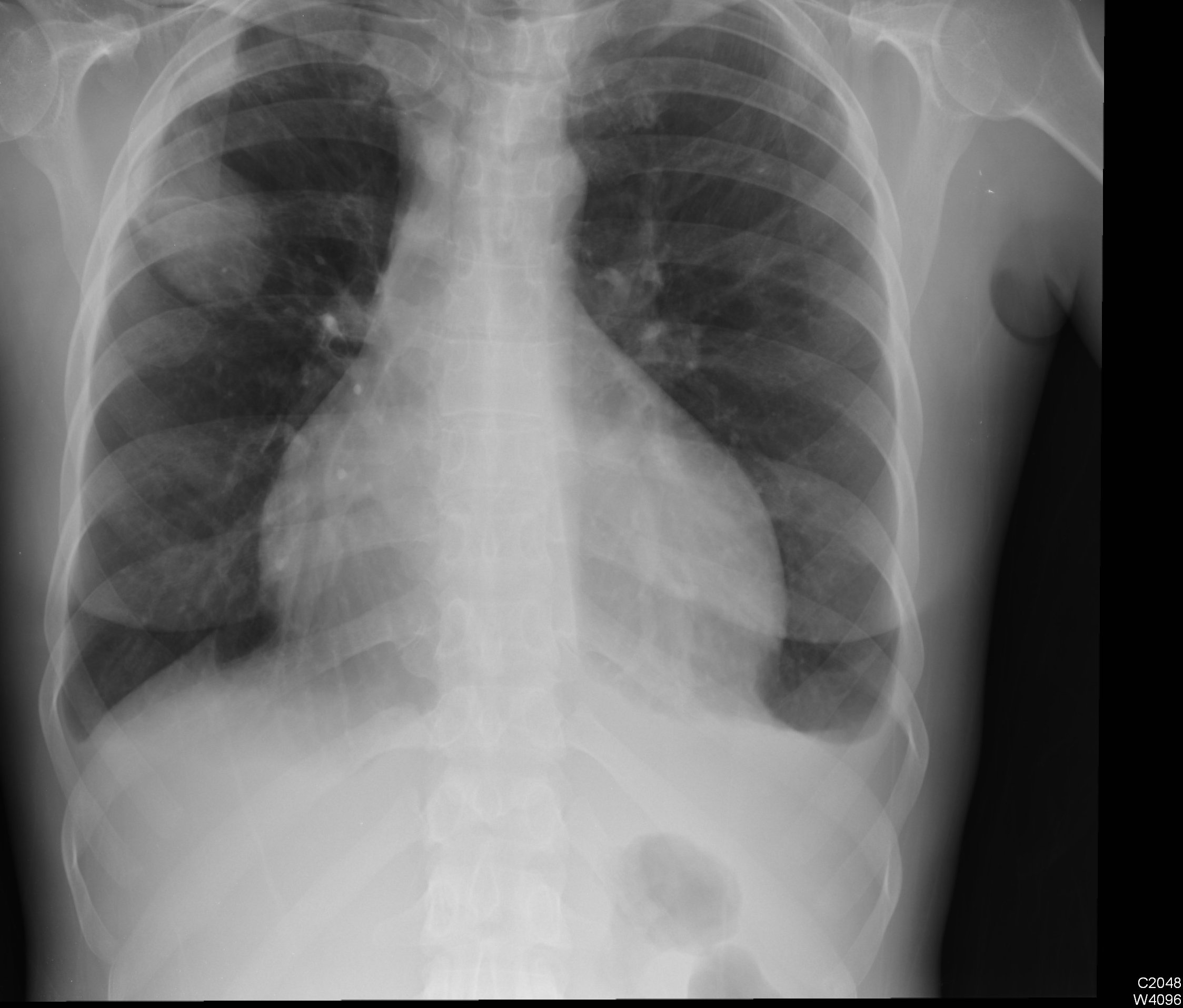
Aspergil·loma al lòbul superior dret (opacificació arrodonida a l'esquerra de la imatge)

El diagnòstic d'aquesta infecció se sol fer mitjançant una radiografia de tòrax en la qual s'observa una massa anormal a la cavitat pulmonar. Aquesta massa sol estar envoltada per una mitja lluna d'aire, diferenciada a la radiografia per color blanc la massa i color negre l'aire. Hi ha altres proves complementàries que permeten observar millor aquesta infecció. Per exemplificar, tomografia axial computada (TAC) i la ressonància magnètica nuclear (RMN).
Una altra prova és el cultiu d'esput. Aquest permet observar, mitjançant un estudi de laboratori, la presència de virus, bacteris o els fongs causants d'aquesta infecció. També, es pot fer un estudi del contingut de la cavitat pulmonar.
Hi ha altres proves que es poden fer per diagnosticar l'aspergil·loma. Per exemple, broncoscòpia, biòpsia pulmonar, analítica de sang amb la finalitat de detectar Aspergillus a l'organisme, entre d'altres.

## Possibles complicacions
Les possibles complicacions no apareixen en tots els casos, ja que, depenen del grau d'afectació i l'estat de salut de la persona, poden ser: hemoptisi, dificultat respiratòria greu i disseminació de la infecció a altres zones de l'organisme.